# 阿尔杜瓦
阿尔杜瓦（法語：Ardoix，法語發音：[aʁdwa]）是法国阿尔代什省的一个市镇，属于罗讷河畔图尔农区。

## 地理
阿尔杜瓦（45°11'12"N, 4°44'11"E）面积12.15 平方千米，位于法国奥弗涅-罗讷-阿尔卑斯大区阿尔代什省，该省份为法国东南部内陆省份，北起顺时针与卢瓦尔省、伊泽尔省、德龙省、沃克吕兹省、加尔省、洛泽尔省和上盧瓦爾省接壤。
与阿尔杜瓦接壤的市镇（或旧市镇、城区）包括：埃克拉桑、坎特纳、圣罗曼代、萨拉、塔朗雪、韦尔诺斯克-莱萨诺奈。

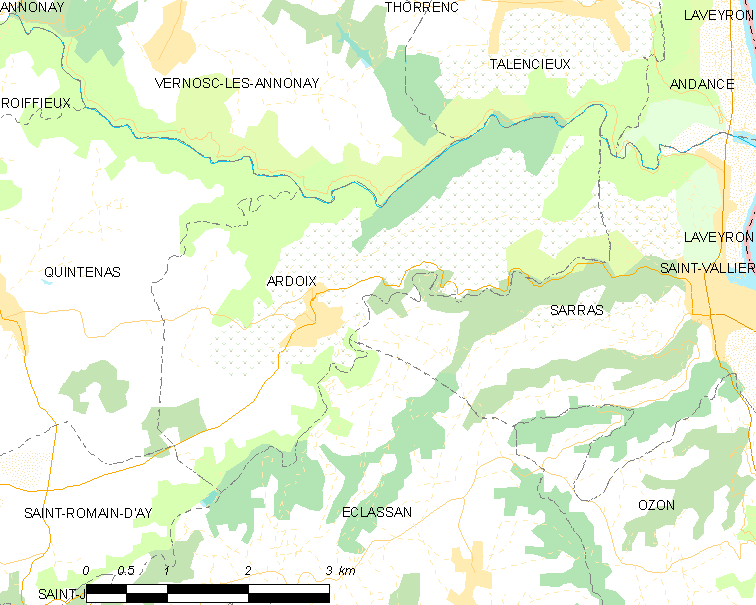
阿尔杜瓦的OSM定位图

阿尔杜瓦的时区为UTC+01:00、UTC+02:00（夏令时）。

## 行政
阿尔杜瓦的邮政编码为07290，INSEE市镇编码为07013。

## 政治
阿尔杜瓦所属的省级选区为上维瓦赖县。

## 人口

1962-2008年间阿尔杜瓦人口变化图示

阿尔杜瓦于2022年1月1日时的人口数量为1302人。